# Zespół Szkół nr 1 w Wieluniu
Zespół Szkół nr 1 w Wieluniu – zespół szkół ponadpodstawowych powstały z połączenia dwóch szkół: ZSB w Wieluniu i ZS nr 1 w Wieluniu. Od 2005 szkoła przyjęła nazwę Zespół Szkół nr 1 w Wieluniu i oferuje naukę w różnych kierunkach w formie technikum i szkoły zawodowej. Jednym z absolwentów szkoły jest Mariusz Wlazły, siatkarz Skry Bełchatów.

## Historia

### Do 2005
Od 1945 istnieje liceum ekonomiczne, od 1965 technikum gastronomiczne, od 1972 medyczne studium zawodowe, od 1984 liceum medyczne, od 1956 zasadnicza szkoła zawodowa w zawodzie kucharz, od 1978 zasadnicza szkoła zawodowa w zawodzie rolnik.

### Od 2005
Oferta kierunków w roku szkolnym 2023/2024:
- technik budownictwa
- technik ekonomista
- technik rachunkowości (od 2020 r.)
- technik architektury krajobrazu (od 2008 r.)
- technik logistyk (od 2007 r.)
- technik żywienia i usług gastronomicznych
- zawód kucharz
- zawód cukiernik
- monter zabudowy i robót wykończeniowych w budownictwie
- technik robót wykończeniowych w budownictwie
- technik technologii żywienia (od 2023 r.)

Kierunki oferowane w przeszłości:
- technik handlowiec
- kucharz (technikum)
- zawód murarz
- zawód posadzkarz (2006 – 2008)
- zawód kucharz małej gastronomii
- technolog robót wykończeniowych
- technik turystyki wiejskiej
- technik organizacji usług gastronomicznych
- technik ekonomista – finanse i bankowość (zakończony w 2020 r.)
- zawód dekarz (od 2020 r.)
- technik logistyk – zarządzanie w e-logistyce (zakończony w 2020 r.)
- technik geodeta (zakończony w 2020 r.)
- technik budownictwa – obsługa nieruchomości (zastąpiony przez technika robót wykończeniowych w budownictwie)

## Dyrektorzy szkół

### ZSB
- 1963–1970: Tadeusz Wilk
- 1970–1974: Zbigniew Maciński
- 1974–1978: Stanisław Skowronek
- 1978–1993: Tadeusz Grabczak
- 1993–2005: Krystyna Pastusiak

### ZS 1
- 1945–1946: Wojciech Rzutkowski
- 1946–1952: Józef Jaskulski
- 1952–1968: Leopold Szromik
- 1968–1986: Bronisław Brodziak
- 1986–1997: Michał Tęcza
- 1997–1998: Danuta Parzyjagła
- 1998–1999: Sławomir Kaftan
- 1999–2004: Robert Leś
- 2004–2005: Elżbieta Pałyga
- 2005–2011: Krystyna Pastusiak
- od 2011: Elżbieta Urbańska-Golec[1]